# Blohm & Voss Ha 136
O Blohm & Voss Ha 136 foi uma aeronave experimental, monolugar, de instrução e treino de voo. Foi produzida pela Blohm & Voss, na Alemanha Nazi.